# 兼祧
兼祧，是過繼的一種形式，指一個男子，同時繼承兩個或兩個以上的家庭。通常指一個男子過繼給他人之後，不脫離原本家庭，同時兼任二房宗祧的一種過繼方式，清代陕西南郑县、城固县等地甚至有“一门有子九门不绝”之说，理论上达到一人有子，兄弟皆有子的效果。如清末幫辦臺灣撫墾大臣林維源，臺灣世家板橋林家的族長，林國華之子，兼祧林國芳。但林國芳的夫人不喜歡林維源兼祧，另外收養葉化成（東谷）的兒子為螟蛉子，即通稱三房的林維德（林維得）。
兼祧也可以是脫離原本家庭，同時被過繼給兩個人，如宣統帝是醇親王載灃長子，被過繼給同治帝，兼祧光緒帝。又例如蔣緯國，是戴季陶之子，過繼給蔣中正之後，兼祧蔣中正與蔣中正早亡的胞弟蔣瑞青。
民間的兼祧者除了正室之外，往往會娶平妻，兩妻之子都視為嫡子，分別繼承兩房，稱作兼祧雙娶、兼祧兩房或兼祧並娶，但清朝政府不承认再娶之妻為正妻，视后娶之妻为妾。